# Joseph Miégeville
Abate Joseph Miégeville (1819 - † 24 de julio de 1901) fue un religioso y naturalista francés.

## Algunas publicaciones
- 1863. Notes sur quelques plantes récoltées dans les Hautes-Pyrénées en 1860-1862. Bull. Soc. Bot. France 10: 24-30, 81-89
- 1866. Essai de détermination d'une Dioscorinée récemment découverte dans les Pyrénées. Bull. Soc. Bot. Fr. 13 : 373-379
- 1874 - Nouvelle étude d'un Trisetum des Hautes-Pyrénées, T. baregense Lafitte et Miég. sp. nov. Bull. Soc. Bot. France 21: 43-47

## Honores

### Eponimia
- (Saxifragaceae) Saxifraga miegevillei Rouy[2]
- La abreviatura «Miégev.» se emplea para indicar a Joseph Miégeville como autoridad en la descripción y clasificación científica de los vegetales.[3]

Se poseen 41 registros IPNI de sus identificaciones y nombramientos de nuevas especies, las que publicaba habitualmente en : Bull. Soc. Bot. France; Pl. Crit.